# Sofiivka, Horohiv
Sofiivka (în ucraineană Софіївка) este un sat în comuna Vilhivka din raionul Horohiv, regiunea Volînia, Ucraina.

## Demografie
Componența lingvistică a localității Sofiivka
     Ucraineană (100%)
Conform recensământului din 2001, toată populația localității Sofiivka era vorbitoare de ucraineană (100%).